# Chili op de Olympische Zomerspelen 2000
Chili nam deel aan de Olympische Zomerspelen 2000 in Sydney, Australië. Het was de negentiende deelname van het land. Bij de openingsceremonie werd de nationale vlag gedragen door tennisser Nicolás Massú. 
Er namen 50 sporters (43 mannen en 7 vrouwen) deel in veertien olympische sportdisciplines. De tafeltennissers Augusto Morales en Sofija Tepes namen voor de derdemaal deel, drie mannen en twee vrouwen voor de tweedemaal. In de atletiek werd voor de negentiende keer deelgenomen, in de schietsport voor de vijftiende keer, in het wielrennen voor de twaalfde keer, in het schermen voor de achtste keer, in de paardensport voor de zevende keer, in het roeien voor de zesde keer, in het tennis en zwemmen voor de vijfdemaal, in het tafeltennis voor de vierdemaal en voor de tweedemaal in judo. Voor het eerst werd deelgenomen in het boogschieten, taekwondo en triatlon, die het aantal sportdisciplines waarin Chili op de Zomerspelen uitkwam op 21 bracht.
Aan de acht behaalde medailles tot nu toe, behaald in 1928 (1), 1952 (2), 1956 (4) en 1988 (1), werd er deze editie een aan toegevoegd. Het olympisch voetbalelftal won de bronzen medaille.

## Medailleoverzicht
| Sport   | Olympiër         | Onderdeel | Medaille |
| ------- | ---------------- | --------- | -------- |
| Voetbal | olympisch elftal | mannen    | Brons    |

## Deelnemers en resultaten

### Atletiek
| Olympiër (deelname)                                         | Onderdeel       | Resultaat | Prestatie                      |
| ----------------------------------------------------------- | --------------- | --------- | ------------------------------ |
| Ricardo Roach                                               | 200m (m)        | 49e       | serie 7: 6de in 21,20          |
| Mauricio Díaz                                               | 10000m (m)      | 28e       | serie 2: 13de in 28.05,61 (NR) |
| Carlos Zbinden                                              | 400m horden (m) | 45e       | serie 1: 6de in 51,36          |
| Juan Pablo Faúndez Ricardo Roach Rodrigo Roach Diego Valdés | 4x100m (m)      | 34e       | serie 2: 8ste in 40,20         |
|                                                             |                 |           |                                |
| Érika Olivera (2)                                           | marathon (v)    | 27e       | 2:35.07                        |

### Boogschieten
| Olympiër           | Onderdeel       | Resultaat | Prestatie                                                                     |
| ------------------ | --------------- | --------- | ----------------------------------------------------------------------------- |
| Denisse van Lamoen | individueel (v) | 49e       | plaatsingsronde: 59ste met 605 punten 1ste ronde: V van JPN Kawauchi: 146-151 |

### Judo
| Olympiër     | Onderdeel | Resultaat | Prestatie                           |
| ------------ | --------- | --------- | ----------------------------------- |
| Gabriel Lama | -90kg (m) | 21e       | 1ste ronde: V van AZE Salimov: yuko |

### Paardensport
| Olympiër         | Onderdeel      | Resultaat      | Prestatie |
| Springconcours   | Springconcours | Springconcours | Springconcours |
| ---------------- | -------------- | -------------- | --- |
| Joaquín Larraín  | individueel    | 67e            | kwalificatie: 1ste ronde: 54ste met 17 strafpunten 2de ronde: 44ste met 12 strafpunten 3de ronde: niet gefinisht totaal: 89,50 strafpunten                                                    |
| Carlos Milthaler | individueel    | 42e            | kwalificatie: 23ste 1ste ronde: 16de met 5,50 strafpunten 2de ronde: 57ste met 16 strafpunten 3de ronde: 1ste met 0 strafpunten totaal: 21,50 strafpunten finale: 42ste met 20,75 strafpunten |

### Roeien
| Olympiër                                                      | Onderdeel              | Resultaat | Prestatie |
| ------------------------------------------------------------- | ---------------------- | --------- | --- |
| Félipe Leal                                                   | skiff (m)              | 17e       | serie 4: 5de in 7.39,43 herkansingen: 4de in 7.34,56 halve finale C/D: 3de in 7.28,78 finale C: 6de in 7.44,48   |
| Miguel Cerda Herbert Jans Jorge Morgenstern Christián Yantani | lichte dubbel-vier (m) | 13e       | serie 1: 4de in 6.21,10 herkansingen: 4de in 6.15,49                                                             |
|                                                               |                        |           | |
| Soraya Jadué                                                  | skiff (v)              | 13e       | serie 1: 4de in 8.03,52 herkansingen: 3de in 8.02,17 halve finale C/D: 1ste in 8.01,30 finale C: 1ste in 7.53,56 |

### Schermen
| Olympiër      | Onderdeel | Resultaat | Prestatie                             |
| ------------- | --------- | --------- | ------------------------------------- |
| Cáterin Bravo | degen (v) | 17e       | 1ste ronde: V van LAT Vansoviča: 5-15 |

### Schietsport
| Olympiër        | Onderdeel            | Resultaat | Prestatie                                              |
| --------------- | -------------------- | --------- | ------------------------------------------------------ |
| Christián Muñoz | 50m pistool (m)      | 36e       | kwalificatie: 36ste met 537 punten (88-93-90-87-93-86) |
| Christián Muñoz | 10m luchtpistool (m) | 40e       | kwalificatie: 40ste met 559 punten (96-93-92-93-96-89) |
| Marcelo Yarad   | skeet (m)            | 9e        | kwalificatie: 9de met 122 punten (25-24-24-24-25)      |

### Taekwondo
| Olympiër    | Onderdeel | Resultaat | Prestatie                                                             |
| ----------- | --------- | --------- | --------------------------------------------------------------------- |
| Félipe Soto | -80kg (m) | 7e        | 1ste ronde: V van CUB Matos: 2-9 herkansingen: V van MEX Estrada: 1-6 |

### Tafeltennis
| Olympiër (deelname)          | Onderdeel      | Resultaat | Prestatie                                                                 |
| ---------------------------- | -------------- | --------- | ------------------------------------------------------------------------- |
| Jorge Gambra (2)             | enkelspel (m)  | 49e       | groep G: 3de V van BLR Shchetinin: 0-3 V van BEL Saive: 0-3               |
| Augusto Morales (3)          | enkelspel (m)  | 7e        | groep P: 3de V van CZE Plachý: 0-3 V van JPN Tasaki: 1-3                  |
| Jorge Gambra Augusto Morales | dubbelspel (m) | 25e       | groep E: 3de V van JPN Iseki/Tasaka: 0-2 V van BEL J-M Saive/P Saive: 0-2 |
|                              |                |           |                                                                           |
| Berta Rodríguez (2)          | enkelspel (v)  | 49e       | groep I: 3de V van NZL Li: 0-3 V van LTU Paškauskienė: 1-3                |
| Sofija Tepes (3)             | enkelspel (v)  | 7e        | groep G: 3de V van SIN Jing: 0-3 V van NZL Li: 0-3                        |
| Silvia Morel Sofija Tepes    | dubbelspel (v) | 25e       | groep F: 3de V van JPN Fujinima/Konishi: 1-2 V van HKG Song/Wong: 0-2     |

### Tennis
| Olympiër                   | Onderdeel      | Resultaat | Prestatie                                                                              |
| -------------------------- | -------------- | --------- | -------------------------------------------------------------------------------------- |
| Nicolás Massú              | enkelspel (m)  | 33e       | 1ste ronde: V van ARG Zabaleta: 7-6(8), 4-6, 5-7                                       |
| Marcelo Ríos               | enkelspel (m)  | 17e       | 1ste ronde: W van CZE Doseděl: 3-6, 6-0, 6-1 2de ronde: V van ESP Ferrero: 4-6, 6-7(6) |
| Nicolás Massú Marcelo Ríos | dubbelspel (m) | 17e       | 1ste ronde: V van KOR Lee/Yoon: 3-6, 4-6                                               |

### Triatlon
| Olympiër     | Onderdeel | Resultaat | Prestatie  |
| ------------ | --------- | --------- | ---------- |
| Matías Brain | mannen    | 41e       | 1:53.44,90 |

### Voetbal
| Olympiër | Onderdeel | Resultaat | Prestatie |
| --- | --------- | --------- | --- |
| Cristián Álvarez Francisco Arrué Pablo Contreras Sebastián González David Henríquez Manuel Ibarra Claudio Maldonado Reinaldo Navia Rodrigo Núñez Rafael Olarra Patricio Ormazábal David Pizarro Pedro Reyes Mauricio Rojas Nelson Tapia Rodrigo Tello Iván Zamorano | mannen    | Brons     | groep B: 1ste W van Marokko: 4-1 W van Spanje: 3-1 V van Zuid-Korea: 0-1 kwartfinale: W van Nigeria: 4-1 halve finale: V van Kameroen: 1-2 bronzen finale: W van Verenigde Staten: 2-0 |

| Groep B |            |             |             |             |             |            |            |            |        |
| #       | Land       | Wedstrijden | Wedstrijden | Wedstrijden | Wedstrijden | Doelpunten | Doelpunten | Doelpunten | Punten |
| #       | Land       | G           | W           | G           | V           | V          | T          | Saldo      | Punten |
| 1       | Chili      | 3           | 2           | 0           | 1           | 7          | 3          | +4         | 6      |
| 2       | Spanje     | 3           | 2           | 0           | 1           | 6          | 3          | +3         | 6      |
| 3       | Zuid-Korea | 3           | 2           | 0           | 1           | 2          | 3          | -1         | 6      |
| 4       | Marokko    | 3           | 1           | 0           | 3           | 1          | 7          | -6         | 0      |

| Ronde          | Datum     | Plaats           | Land | Score    | Land |
| -------------- | --------- | ---------------- | ---- | -------- | ---- |
| Groepsfase     |           |                  |      |          |      |
| 14 september   | Melbourne | Marokko          | 1-4  | Chili    |      |
| 17 september   | Melbourne | Spanje           | 1-3  | Chili    |      |
| 20 september   | Adelaide  | Zuid-Korea       | 1-0  | Chili    |      |
| Kwartfinale    |           |                  |      |          |      |
| 23 september   | Melbourne | Chili            | 4-1  | Nigeria  |      |
| Halve finale   |           |                  |      |          |      |
| 26 september   | Melbourne | Chili            | 1-2  | Kameroen |      |
| Bronzen finale |           |                  |      |          |      |
| 20 september   | Sydney    | Verenigde Staten | 0-2  | Chili    |      |

### Wielersport
| Olympiër (deelname) | Onderdeel        | Resultaat | Prestatie      |
| ------------------- | ---------------- | --------- | -------------- |
| José Medina (2)     | wegwedstrijd (m) | 82e       | 5:41.02        |
| Luís Sepúlveda (2)  | wegwedstrijd (m) | DNF       | niet gefinisht |

### Zwemmen
| Olympiër          | Onderdeel           | Resultaat | Prestatie                     |
| ----------------- | ------------------- | --------- | ----------------------------- |
| Rodrigo Olivares  | 50m vrije slag (m)  | 55e       | serie 5: 7de in 24,50         |
| Rodrigo Olivares  | 100m vrije slag (m) | 62e       | serie 3: 5de in 51,91         |
| Giancarlo Zolezzi | 400m vrije slag (m) | 25e       | serie 2: 1ste in 3.56,52 (NR) |

Albanië · Algerije · Amerikaanse Maagdeneilanden · Amerikaans-Samoa · Andorra · Angola · Antigua en Barbuda · Argentinië · Armenië · Aruba · Australië · Azerbeidzjan · Bahama's · Bahrein · Bangladesh · Barbados · België · Belize · Benin · Bermuda · Bhutan · Bolivia · Bosnië en Herzegovina · Botswana · Brazilië · Britse Maagdeneilanden · Brunei · Bulgarije · Burkina Faso · Burundi · Cambodja · Canada · Centraal-Afrikaanse Republiek · Chili · China · Chinees Taipei · Colombia · Comoren · Congo-Brazzaville · Congo-Kinshasa · Cookeilanden · Costa Rica · Cuba · Cyprus · Denemarken · Djibouti · Dominica · Dominicaanse Republiek · Duitsland · Ecuador · Egypte · El Salvador · Equatoriaal-Guinea · Eritrea · Estland · Ethiopië · Fiji · Filipijnen · Finland · Frankrijk · Gabon · Gambia · Georgië · Ghana · Grenada · Griekenland · Groot-Brittannië · Guam · Guatemala · Guinee · Guinee‑Bissau · Guyana · Haïti · Honduras · Hongarije · Hongkong · Ierland · IJsland · India · Indonesië · Irak · Iran · Israël · Italië · Ivoorkust · Jamaica · Japan · Jemen · Joegoslavië · Jordanië · Kaaimaneilanden · Kaapverdië · Kameroen · Kazachstan · Kenia · Kirgizië · Koeweit · Kroatië · Laos · Lesotho · Letland · Libanon · Liberia · Libië · Liechtenstein · Litouwen · Luxemburg · Macedonië · Madagaskar · Malawi · Malediven · Maleisië · Mali · Malta · Marokko · Mauritanië · Mauritius · Mexico · Micronesië · Moldavië · Monaco · Mongolië · Mozambique · Myanmar · Namibië · Nauru · Nederland · Nederlandse Antillen · Nepal · Nicaragua · Nieuw-Zeeland · Niger · Nigeria · Noord-Korea · Noorwegen · Oeganda · Oekraïne · Oezbekistan · Oman · Oostenrijk · Pakistan · Palau · Palestina · Panama · Papoea-Nieuw-Guinea · Paraguay · Peru · Polen · Portugal · Puerto Rico · Qatar · Roemenië · Rusland · Rwanda · Saint Kitts en Nevis · Saint Lucia · Saint Vincent en Grenadines · Salomonseilanden · Samoa · San Marino ·  Sao Tomé en Principe · Saoedi-Arabië · Senegal · Seychellen · Sierra Leone · Singapore · Slovenië · Slowakije · Soedan · Somalië · Spanje · Sri Lanka · Suriname · Swaziland · Syrië · Tadzjikistan · Tanzania · Thailand · Togo · Tonga · Trinidad en Tobago · Tsjaad · Tsjechië · Tunesië · Turkije · Turkmenistan · Uruguay · Vanuatu · Venezuela · Verenigde Arabische Emiraten · Verenigde Staten · Vietnam · Wit-Rusland · Zambia · Zimbabwe · Zuid-Afrika · Zuid-Korea · Zweden · Zwitserland · Individuele olympische atleten